# August Sørensen
August Sørensen (August Emanuel Sørensen; * 15. November 1896 in Helsingør; † 1. März 1979 in Frederiksberg) war ein dänischer Sprinter.
Bei den Olympischen Spielen 1920 in Antwerpen wurde er Fünfter in der 4-mal-100-Meter-Staffel. Über 100 und 200 Meter erreichte er das Viertelfinale.
1919 wurde er Dänischer Meister über 400 Meter.